# Curtiss P-6 Hawk
El Curtiss P-6 Hawk fue un caza biplano monomotor estadounidense puesto en servicio a finales de los años 20 del siglo XX, con el Cuerpo Aéreo del Ejército de los Estados Unidos, y operó hasta finales de los años 30, antes del estallido de la Segunda Guerra Mundial.

## Diseño y desarrollo
La Curtiss Aeroplane and Motor Company (que se convirtió en la Curtis-Wright Corporation el 15 de julio de 1929) suministró al USAAC con P-6, comenzando en 1929. 

## Historia operacional

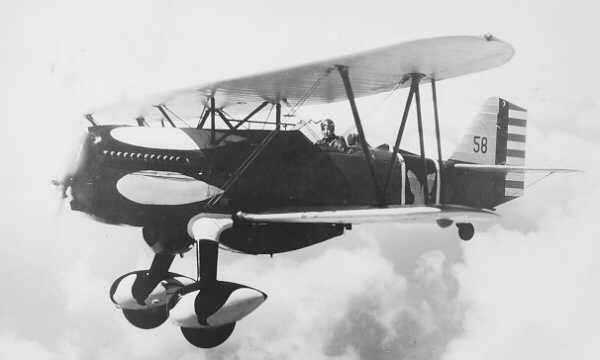
Curtiss P-6E Hawk del 17th Pursuit Squadron.

Avión rápido y altamente maniobrable para su época, el prototipo del XP-6 alcanzó el segundo puesto en las Carreras Aéreas Nacionales de 1927, y el XP-6A con radiadores de superficie alar acabó primero, a 323 km/h. El P-6 voló con una variedad de esquemas de pintura, dependiendo del escuadrón, siendo el más famoso el esquema "Snow Owl" ("Búho Nival") del 17th Pursuit Squadron basado en Selfridge Field, cerca de Detroit, Míchigan.
Los P-6E sirvieron entre 1932 y 1937 con el 1st Pursuit Group (17th and 94th PS) en Selfridge, y con el 8th Pursuit Group (33rd PS) en Langley Field, Virginia. 27 de los 46 aviones se vieron involucrados en numerosos accidentes. Cuando los P-6E se volvieron obsoletos, en lugar de ser remozados, se les dejó desgastar en servicio y fueron desguazados o vendidos. Al menos sobrevivía uno en 1942 en servicio con las Fuerzas Aéreas del Ejército de los Estados Unidos.
En 1932, el Capitán Ruben C. Moffat voló un P-6 convertido con un motor sobrealimentado Conqueror en un vuelo rompe récord. Voló desde Dayton, Ohio, a Washington D. C., a una velocidad de aproximadamente 428,09 km, a una altitud de 7620 m (25 000 pies).

## Variantes

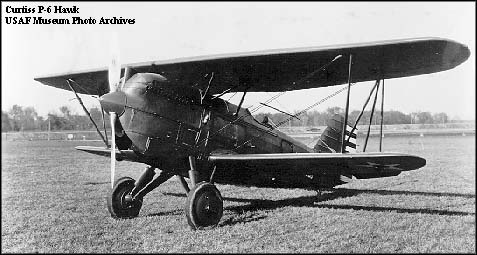
Curtiss P-6A Hawk, 29-260, con fuselaje más amplio y profundo, y nuevo tren de aterrizaje óleo neumático.

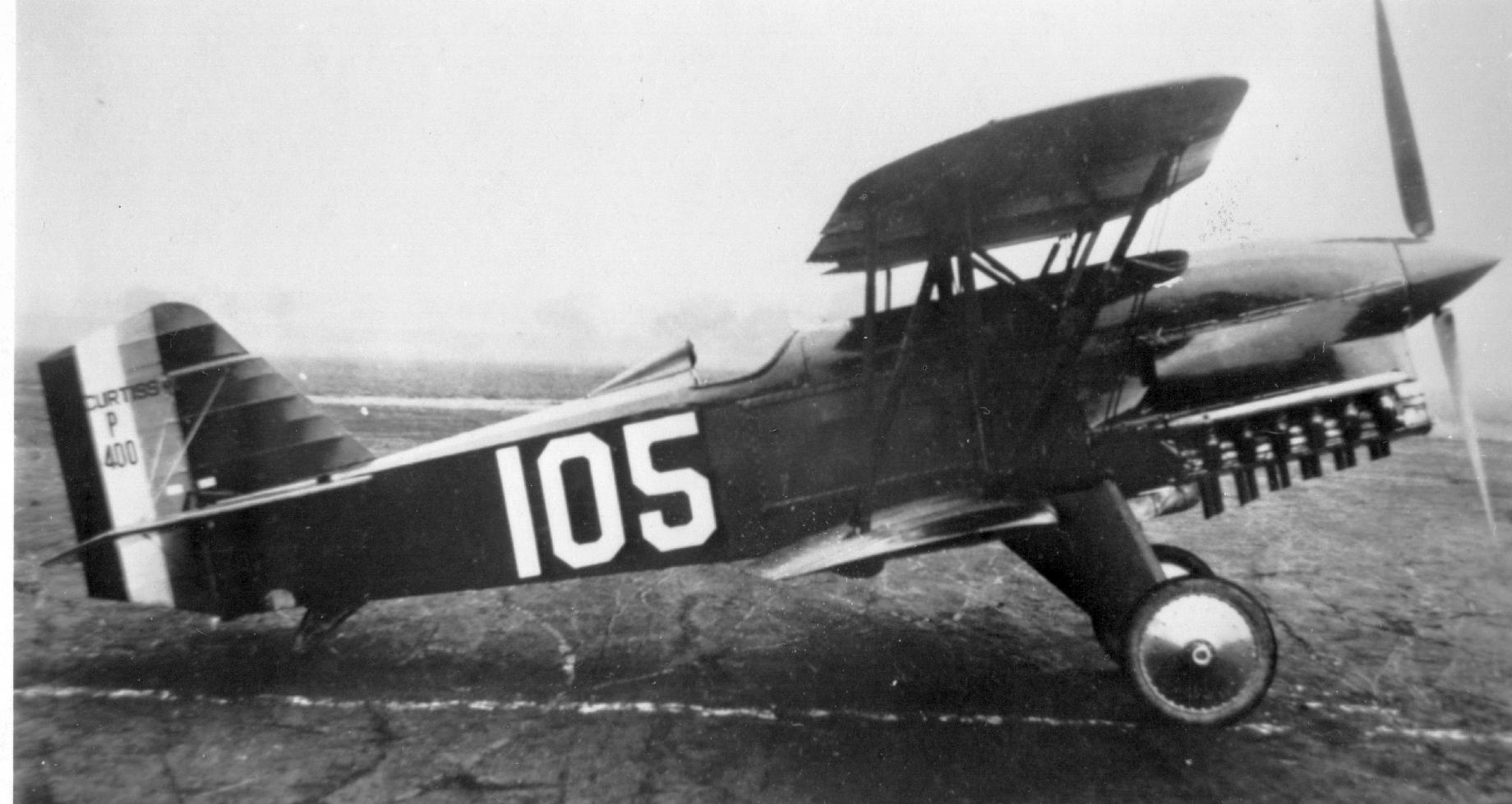
El XP-17.

XP-6 (Model 34P)
Modificado desde un P-1 con un motor Curtiss V-1570-17 Conqueror.
XP-6A (Model 34K)
Igual que el XP-6, pero con alas paralelas y radiadores alares para reducir la resistencia.
P-6A
18 ordenados por el Ejército estadounidense, nueve fueron equipados con motores V-1670 refrigerados por anticongelante Prestone en lugar de por agua.
XP-6B
P-1 convertido para usar el motor V-1670.
P-6C
Cancelado.
XP-6D
XP-6B convertido para usar un motor V-1570-C sobrealimentado.
P-6D
P-6A (seis de los siete supervivientes) remotorizados en 1932 con un motor V-1570-C sobrealimentado.
XP-6E (Model 35)
También designado Y1P-22, ordenado en julio de 1931 como prototipo del P-6E.
P-6E
46 entregados en 1931–1932, equipó a los 17th y 33rd Pursuit Squadron.
XP-6F
XP-6E modificado con sobrealimentador y cabina cerrada.
XP-6G
P-6E con un motor V-1570F.
XP-6H
P-6E con 4 ametralladoras de 7,62 mm montadas en las alas.
P-6S
Hawk I, tres vendidos a Cuba con el radial Pratt & Whitney R-1340 Wasp de 336 kW (450 hp), y uno vendido a Japón como Japan Hawk con el motor en V invertida V-1570.
P-11
Tres ordenados con el motor Curtiss H-1640 Chieftain de 447 kW (600 hp); tras el fracaso de esta planta motriz, dos fueron completados con el Curtiss V-1570 Conqueror y redesignados P-6D.
XP-17
P-1 usado como bancada para el motor experimental en V invertida y refrigerado por aire Wright V-1470.
YP-20
P-11 propulsado con el motor radial Wright Cyclone.
XP-21
Dos conversiones de XP-3A usadas para probar el radial Pratt & Whitney R-985 Wasp Junior de 224 kW (300 hp), uno se convirtió en el XP-21A cuando fue modificado con el motor R-975, y el otro fue convertido al estándar P-1F.
XP-22
Designación temporal de un P-6A usado para probar nuevas instalaciones de radiadores para el V-1570-23 y devuelto al estándar P-6A.
XP-23 (Model 63)
P-6E inacabado con fuselaje monocasco de aleación ligera, cola mejorada y un sobrealimentado G1V-1570C con hélice con caja reductora y el sobrealimentador desmontado. Más tarde redesignado YP-23.

## Operadores
Bolivia
- Fuerza Aérea Boliviana: usó los P-6S durante la Guerra del Chaco. El 22 de diciembre de 1932, un P-6 Hawk del Fortín Vitriones atacó a la cañonera paraguaya ARP Tacuary, que estaba anclada en Bahía Negra, cerca de aquí(20°13′48″S 58°10′01″O / -20.23, -58.16694).

 Cuba
- Fuerza Aérea de Cuba: recibió tres cazas P-6S con motor radial Wasp de 336 kW (450 hp).

 Estados Unidos
- Cuerpo Aéreo del Ejército de los Estados Unidos

 Japón
- Japón compró un P-6S, posiblemente modernizado con un motor Conqueror.

 Países Bajos
- Real Fuerza Aérea de las Indias Orientales Neerlandesas: recibió ocho ejemplares de P-6D con motor Conqueror en 1930, otros seis fueron construidos bajo licencia por Aviolanda en 1931 y también enviados a las Indias Orientales Neerlandesas. Tres P-6 se perdieron antes de la guerra: dos en una colisión aérea el 27 de febrero de 1936, y uno probablemente tras un accidente al aterrizar el 5 de febrero de 1935.

 República de China
- Fuerza Aérea de la República de China: operó 50 Hawk II.[4]

## Supervivientes

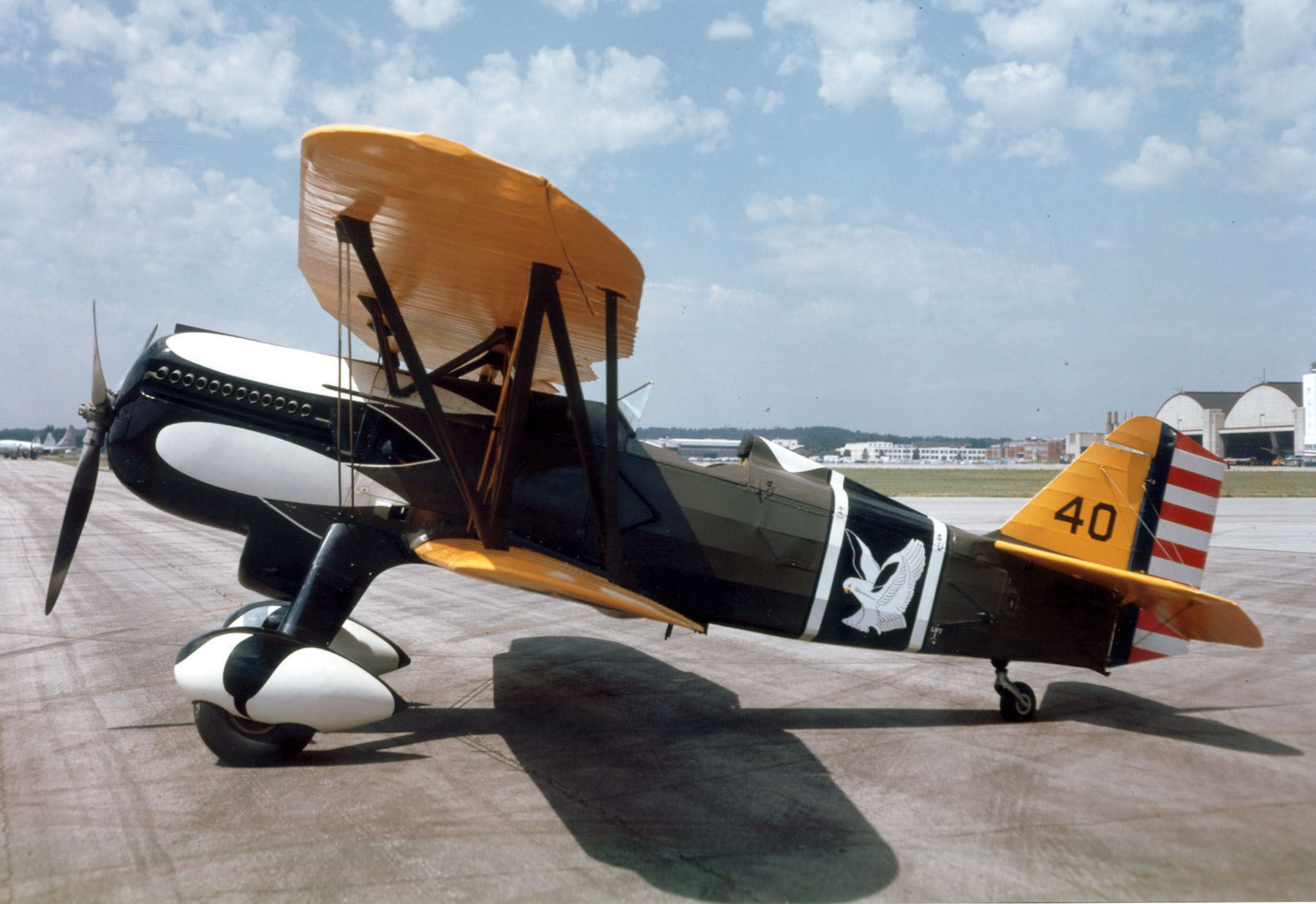
Curtiss P-6E Hawk en el Museo Nacional de la Fuerza Aérea de Estados Unidos.

Sobrevive un único P-6E. El avión fue donado al Smithsoniano Museo Nacional del Aire y el Espacio de Estados Unidos por el Sr Edward S. Perkins de Anniston (Alabama), y restaurado por la escuela de Aeronáutica en la Universidad Purdue. Está en préstamo indefinido y en exhibición en el Museo Nacional de la Fuerza Aérea de Estados Unidos en la Wright-Patterson AFB (Ohio), cerca de Dayton (Ohio). Matriculado originalmente 32-261 y asignado al 33rd Pursuit Squadron, fue dado de baja en Tampa Field, Florida, en septiembre de 1939. Fue restaurado y pintado como el 32-240 del 17th Pursuit Squadron, desaparecido en un vuelo sobre el Lago Erie el 24 de septiembre de 1932.

## Especificaciones (P-6E)
Referencia datos: The Complete Encyclopedia of World Aircraft

### Características generales
- Tripulación: Uno (piloto)
- Longitud: 7,7 m (25,2 ft)
- Envergadura: 9,6 m (31,5 ft)
- Altura: 2,7 m (8,8 ft)
- Superficie alar: 23,4 m² (252 ft²)
- Peso vacío: 1224 kg (2697,7 lb)
- Peso máximo al despegue: 1559 kg (3436 lb)
- Planta motriz: 1× motor lineal V-12 refrigerado por líquido Curtiss V-1570C Conqueror.
  - Potencia: 522 kW (720 HP; 710 CV)

### Rendimiento
- Velocidad máxima operativa (Vno): 328 km/h (204 MPH; 177 kt)
- Velocidad crucero (Vc): 269 km/h (167 MPH; 145 kt)
- Alcance: 459 km (248 nmi; 285 mi)
- Techo de vuelo: 7529 m (24 701 ft)
- Régimen de ascenso: 12,6 m/s (2480 ft/min)

### Armamento
- Ametralladoras: 

  - 2x M1919 de 7,62 mm fijas disparando hacia delante

## Aeronaves relacionadas

### Desarrollos relacionados
- Sauser P6E Replica, una réplica casera al 82%.

### Secuencias de designación
- Secuencia Numérica (interna de Curtiss): ← 31 - 32 - 33 - 34A/G/I/O/C/D/E/H/K/P - 35 - 36 - 37 - 38 -- 43 - 44 - 46 - 47 - 48 - 49 - 50 -- 60 - 61 - 62 - 63 - 64 - 66 - 67 →
- Secuencia P-_ (Cazas (Pursuit) del USAAC/USAAF/USAF, 1924-1962): ← P-3 - XP-4 - P-5 - P-6 - XP-7 - XP-8 - XP-9 - XP-10 - P-11 - P-12 - XP-13 - XP-14 - XP-15 - P-16 - P-17 - XP-18 - XP-19 - YP-20 - P-21 - XP-22 - P-23 - YP-24 - P-25 - P-26 →